# Lorenzo Lotto
Lorenzo Lotto, italijanski slikar, risar in ilustrator, * 1480, Benetke, † 1556/57, Loreto
Tradicionalno je uvrščen v beneško šolo, čeprav je velik del svoje kariere preživel v drugih severnoitalijanskih mestih. Slikal je predvsem oltarne slike, verske teme in portrete. Bil je aktiven v času visoke renesanse in prve polovice manierističnega obdobja, vendar je njegovo delo skozi celotno kariero ohranilo na splošno podoben visokorenesančni slog, čeprav so njegove živčne in ekscentrične poze ter popačenja predstavljale prehodno stopnjo do florentinskih in rimskih manieristov.

## Pregled
V času svojega življenja je bil Lotto zelo cenjen slikar in zagotovo priljubljen v severni Italiji; tradicionalno je vključen v beneško šolo, vendar ga njegova samostojna kariera dejansko postavlja izven beneške umetniške scene. V Benetkah zagotovo ni bil tako zelo cenjen kot v drugih mestih, kjer je delal, saj je imel slogovno individualnost, celo samosvoj slog (čeprav se ujema s parametri visokorenesančnega slikarstva), in je po njegovi smrti postopoma postal zanemarjen in nato skoraj pozabljen. To pozabo bi lahko pripisali dejstvu, da njegova dela danes ostajajo v manj znanih cerkvah ali v deželnih muzejih.

## Življenjepis
Rojen v Benetkah, deloval v Trevisu (1503–1506); v Markah (1506–1508); v Rimu (1508–1510); v Bergamu (1513–1525); v Benetkah (1525–1549); v Anconi (1549) in nazadnje kot frančiškanski brat laik v Loretu (1549–1556).

### Vajeništvo
O njegovem usposabljanju je malo znanega. Kot Benečan je nanj vplival Giovanni Bellini, saj je dobro poznal sodobno beneško slikarstvo. Čeprav Bellini nedvomno ni bil njegov učitelj, je vpliv očiten v njegovi zgodnji sliki Devica z otrokom s sv. Hieronimom (1506; Nacionalna galerija Škotske, Edinburgh). Vendar pa v svojih portretih in v zgodnji sliki Alegorija kreposti in pregrehe (1505; Nacionalna galerija umetnosti, Washington) kaže vpliv Giorgionejevega naturalizma. Ko je odraščal, se je njegov slog spremenil, morda se je razvil, iz ločenega giorgionskega klasicizma v živahnejšo dramsko scenografijo, ki bolj spominja na njegovega sodobnika iz Parme, Correggia.

### Treviso (1503–1506)
Lotto je kmalu zapustil Benetke, saj bi bila tam konkurenca za mladega slikarja prevelika, z uveljavljenimi imeni, kot so Giorgione, Palma starejši in zagotovo s Tizianom. Kljub temu Giorgio Vasari v tretjem delu svoje knjige Vite omenja, da je bil Lotto prijatelj Palme starejšega. V Trevisu, uspešnem mestu v domeni Beneške republike, je prišel pod pokroviteljstvo škofa Bernarda de' Rossija. Že omenjena slika Alegorija kreposti in pregrehe je bila mišljena kot alegorična naslovnica njegovega portreta (1505) škofa (danes v Narodnem muzeju Capodimonte v Neaplju), ki je preživel atentat. Slika Sv. Hieronim v puščavi (1500 ali 1506; Louvre, Pariz) prikazuje njegovo mladostno neizkušenost kot risarja, vendar dramatično skalnato pokrajino poudarja rdeča svetnikova oblačila, hkrati pa daje zgodnji vtis o njegovi sposobnosti miniaturista. Svoje prve oltarne slike je naslikal za župnijsko cerkev San Cristina al Tiverone (1505) in krstilnico stolnice v Asolu (1506), ki sta še vedno na ogled v teh cerkvah.

### Recanati (1506–1508) in Rim (1508–1510)
Leta 1508 je začel oltarno sliko Recanati poliptih za cerkev San Domenico; ta dvostopenjski in precej konvencionalno poslikan poliptih je sestavljen iz šestih plošč. Njegov Portret mladiniča proti beli zavesi v Kunsthistorisches Museum na Dunaju (ok. 1506) in Čaščenje otroka Jezusa (ok. 1508) v Narodnem muzeju v Krakovu s Katarino Cornaro, kraljico Cipra, upodobljeno kot Sveta Katarina, sta sliki iz tega obdobje. Ko je postal cenjeni slikar, je pritegnil pozornost Bramanteja, papeškega arhitekta, ki je šel skozi Loreto (romarsko mesto blizu Recanatija). Lotto je bil povabljen v Rim, da bi okrasil papeška stanovanja, a od tega dela ni ostalo nič, saj je bilo nekaj let pozneje uničeno. To je bilo verjetno zato, ker je posnemal slog Rafaela, hitro vzhajajoče zvezde na papeškem dvoru; res je to storil že prej, v Spremenjenju Recanati poliptiha.

### Marke (1511–1513) in Bergamo (1513–1525)
Leta 1511 je delal za bratovščino Buon Gesù v Jesiju, slikal je grobnico (Pinacoteca Civica, Jesi); kmalu zatem je slikal oltarne slike v Recanatiju: Spremnjenje (ok. 1512, zdaj v Pinacoteca Comunale, Recanati in fresko (Sv. Vincent Ferrer) za cerkev San Domenico. Njegovo delo v Bergamu, najbolj zahodnem mestu Beneške republike, naj bi se izkazalo za njegovo najboljše in najproduktivnejše umetniško obdobje, ko je prejel številna naročila bogatih trgovcev, dobro izobraženih poslovnežev in domačih aristokratov, postal je bogat kolorist in izkušen risar, ki je razvil tudi koncept psihološkega portreta, ki je razkril misli in čustva subjektov. S tem je nadaljeval tradicijo, ki jo je začel Antonello da Messina. Dober primer bi bil njegov Portret mladeniča s knjigo (zdaj v Accademii v Benetkah). Začel je leta 1513 z monumentalno oltarno sliko Martinengov oltar v dominikanski cerkvi Santi Bartolomeo e Stefano v Bergamu, ki jo je naročil grof Alessandro Martinengo-Colleoni, vnuk znamenitega kondotjera Bartolomea Colleoneja, ki je bila dokončana leta 1516 in nam kaže vpliv Bramanteja in Giorgioneja. Njegova naslednja naloga je bila okrasitev cerkev S. Bernardina in Sant'Alessandro v Colonni s freskami in poslikavami v distemperi. Med letoma 1521 in 1523 je dokončal še pet oltarnih podob. Leta 1523 je odšel na krajše bivanje v Marke in tam dobil več naročil za oltarne slike, ki jih je naslikal med svojim bivanjem v Benetkah.
Njegova naslednja dela so večinoma stenske slike: leta 1524 je naslikal serijo fresk z življenjem svetnikov (kot je sveta Barbara) v kapeli Suardi v Trescoreu (blizu Bergama). V detajlih upodablja prizore življenja vsakega svetnika, na primer na freski Mučeništvo sv. Klare. Na isti freski upodablja Kristusa z vinsko trto, ki poganja iz njegovih rok, in ponazarja besede iz Nove zaveze: »Jaz sem trta, vi ste veje«.Jn 15,5 Leta 1524 je naslikal tudi kartone s starozaveznimi zgodbami, kot modele za intarzijske plošče za korne klopi v baziliki Marije Snežne v Bergamu.
Več kot 20 zasebnih slik izvira iz istega obdobja; večinoma so religiozne in pobožne teme, kot so Marije ali Snemanje, ki se uporabljajo za bogoslužje doma. Čeprav je slikal v klasični tradiciji, Lotto intenzivnim čustvom doda osebno noto. S kontrastnimi pozami in nasprotnim gibanjem razbije tradicionalno simetrijo Device, obkrožene z angeli in svetniki.

### Benetke (1525–1532)
V Benetkah je Lotto najprej bival v dominikanskem samostanu sv. Janeza in Pavla, vendar ga je bil po nekaj mesecih po konfliktu z intarzijskim umetnikom Fra Damianom da Bergamom prisiljen zapustiti. Da bi bil kos številnim naročilom, ki jih je začel prejemati, je ustanovil delavnico. Odposlal je pet oltarnih podob za cerkve v Markah in še eno za cerkev Santa Maria Assunta v Celanu (blizu Bergama). Druga oltarna slika je bila za beneško cerkev Santa Maria dei Carmini, ki prikazuje Sv. Nikolaja iz Barija v slavi.
Ker so bile Benetke mesto velikega bogastva in se je njegova priljubljenost povečevala, je dobil veliko naročil za zasebne slike, vključno z desetimi portreti, med njimi Portret mladeniča (Gemäldegalerie, Berlin). Njegov portret Andrea Odoni (Kraljeva umetniška zbirka, Palača Hampton Court) (1527) je pozneje vplival na Tizianov portret Jacopo Strada (1568) (Umetnostnozgodovinski muzej, Dunaj). Toda v Benetkah ga je zasenčil Tizian, ki je prevladoval na umetniški sceni.

### Benetke, Benečija in Marke (1532–1556)
V tem zadnjem obdobju svojega življenja se je Lorenzo Lotto pogosto selil iz mesta v mesto in iskal pokrovitelje in naročila. Leta 1532 je odšel v Treviso. Nato je preživel približno sedem let v Markah (Ancona, Macerata in Jesi), preden se je leta 1540 vrnil v Benetke. Leta 1542 se je ponovno preselil v Treviso in leta 1545 nazaj v Benetke. Nazadnje se je vrnil v Ancono leta 1549.
To je bilo plodno obdobje v njegovem življenju, v katerem je naslikal več oltarnih slih in portretov.
Ob koncu življenja je Lotto težko zaslužil za preživetje. Poleg tega je leta 1550, ko je bil star približno 70 let, eno od njegovih del neuspešno dražil v Anconi. Kot je zapisano v njegovi osebni računovodski knjigi, ga je to globoko razočaralo. Ker je bil vedno globoko veren človek, se je leta 1552 pridružil baziliki Svete hiše v Loretu in postal brat laik. V tem času je okrasil baziliko Santa Maria in naslikal Predstavitev v templju za Apostolsko palačo v Loretu. Umrl je leta 1556 in je bil na njegovo željo pokopan v dominikanskem habitu.
Giorgio Vasari je Lottovo biografijo vključil v tretji zvezek svoje knjige Vite. Sam Lorenzo Lotto je zapustil veliko pisem in podroben zvezek (Libro di spese diverse, 1538–1556), ki daje vpogled v njegovo življenje in delo. Njegov vpliv so čutili številni slikarji, med njimi verjetno Giovanni Busi in Ercole Ramazzani, rojen v Arceviji in aktiven v bližini Jesija. Drug učenec je bil Durante Nobili.
Zahvaljujoč delu umetnostnega zgodovinarja Bernarda Berensona je bil Lotto na novo odkrit konec 19. stoletja. Od takrat je bilo Lorenzu Lottu posvečenih veliko monografij in več razstav, na primer razstava v Benetkah leta 1953 in ena v Narodni galeriji umetnosti v Washingtonu, ZDA, leta 1998.

## Izbrane slike
- Portreti
- Portret mladeniča pred belo zaveso, 42,3 × 35,3 cm, Kunsthistorisches Museum, Dunaj, okoli 1506
- Portret Andrea Odoni, 104 × 116,6 cm, grad Windsor, 1527
- Portret Laura Pola, 90 × 75 cm, Pinakoteka Brera, Milano, 1543–44

- Alegorije in nabožne slike
- Alegorija kreposti in pregrehe (platnica portreta Bernarda de' Rossija), 56,5 × 42,2 cm, Nacionalna galerija umetnosti, Washington, 1505
- Madona z otrokom, sveti škof in sveti Onofrij, 53 × 67 cm, 1508, Galerija Borghese, Rim
- Suzana v kopeli, 66 × 51 cm, galerija Uffizi, Firence, 1517
- Madona z otrokom s sv. Hieroimom in Nikolajem Tolentinškim, 94,3 × 77,8 cm, Museum of Fine Arts, Boston, 1521
- Oznanjenje in obiskovanje, Pinacoteca Civica (Palazzo Pianetti), Jesi, 1532
- Kristus in prešuštnica, Louvre, Paris, um 1526 (?)
- Čaščenje pastirjev, 147 × 166 cm, Pinacoteca Tosio Martinengo, Brescia, 1534
- Miloščina svetega Antona, 332 × 235 cm, Bazilika svetega Janeza in Pavla, Benetke, 1540–42
- Jezusova predstavitev v templju, 172 × 136,5 cm, Muzej Svete hiše, Loreto, 1552–1556

- Freske
- Legenda o sv. Brigiti (detajl donatorjeve družine), freska, Trescore Balneario, 1524
- Detajl iz Legende o sv. Barbari, freska, Trescore Balneario, 1524
- Marijino rojstvo in Blagoslov Boga očeta, detajl freske v San Michele al Pozzo Bianco, Bergamo, 1525